# Ternberg
Ternberg är en ort och kommun i Österrike. Den ligger i distriktet Steyr-Land i förbundslandet Oberösterreich, 150 kilometer väster om huvudstaden Wien. 